# Phyllodurus abdominalis
Phyllodurus abdominalis är en kräftdjursart som beskrevs av William Stimpson 1857. Phyllodurus abdominalis ingår i släktet Phyllodurus och familjen Bopyridae. Inga underarter finns listade i Catalogue of Life.